# Toury-Lurcy
Toury-Lurcy è un comune francese di 428 abitanti situato nel dipartimento della Nièvre nella regione della Borgogna-Franca Contea.

## Società

### Evoluzione demografica
Abitanti censiti